# 第四学区
第4学区（だいよんがっく）
- 学区（学校群制度）の区分の一つ。
- テレビ番組「第4学区」。本稿ではこれを記す。
- 上記のテレビ番組を本にしたもの

『第4学区』（だいよんがっく）とは、1999年4月17日（16日深夜）から同年9月25日（24日深夜）まで、及び2000年4月15日（14日深夜）から同年9月30日（29日深夜）までフジテレビで放送された関東ローカルのトークバラエティ番組。毎週土曜日 1:45 - 2:15（JST、金曜深夜）に放送されていた。

## 概要
古舘伊知郎と石橋貴明によるトーク番組。
2人の出身地としてのみの共通項である東京都の第四学区について語り、かつ学区内を巡り歩くというもの（実際は、思い出話より、ただの下ネタや毒舌の方が多かった）。なお、第四学区とは都立高等学校の学区の一つであり、文京区、豊島区、北区、板橋区をその範囲とした（2003年撤廃）。また、ロケ地も第四学区内に留まらず、朝霞市の田園や大分県の湯布院温泉などでのロケもあった。
オープニングもエンディングも無く、毎回唐突に始まり唐突に終わっていた（ふたりでただ喋ってるだけの、できるだけ番組らしくない番組をやりたいという両者共通の思いがあったとのこと）。両者ともに本番中に酒を飲みながら楽屋トーク調の喋りを延々と続けるため、オチが存在しない話が多い。下ネタも多く、放送禁止用語専用の効果音が毎週かなりの頻度で放送されていた（ちなみにオンエアには乗らないものの「クールダウン」の名目で朝6時ごろまで飲み続けることもあったという）。また、ある回では両者と男性スタッフ全員が露天風呂に入り、エンディングで全裸のまま（映像は処理済み）立ち上がったこともあった。
レギュラー放送終了後の2000年12月30日（29日深夜）には『第4学区・スポーツ』と称したスペシャル番組が0:40 - 1:40に放送され、それまでの二人の半生とスポーツ界での出来事とを絡めたトークが展開された。その際に2人のスポーツに関わる思い出の品が展示され、古舘は1988年8月8日に『ワールドプロレスリング』の実況を卒業した際にアントニオ猪木からプレゼントされた「プロレスリングワールドチャンピオンベルト」を、石橋は『生ダラ』でアイルトン・セナからプレゼントされたヘルメットを紹介した。
また単行本も出版されており（集英社インターナショナル、ISBN 978-4797670189）、同書には両者の素のトークとあけっぴろげな下ネタ話が記されている（中古市場で一部出回っており、2015年8月現在、大手ネット通販サイトで入手可能である）。
古舘は当番組終了後フジテレビの番組出演は『人志松本のすべらない話』（2016年7月9日）に出演するまで16年間なかった。そして、古舘のフジのレギュラー番組として、同年11月より日曜のゴールデンタイムに『フルタチさん』、火曜の深夜に『トーキングフルーツ』の2番組をMCとして担当することとなった。

## 出演者
- 古舘伊知郎（フリーアナウンサー、元テレビ朝日アナウンサー）
- 石橋貴明（とんねるず）

## 放送局

### 第1シリーズ
- フジテレビ（制作局）：土曜 1:45 - 2:15（金曜深夜、1999年4月17日 - 9月25日）[7]
- 北海道文化放送：土曜 0:55 - 1:25（金曜深夜、1999年5月1日 - 10月9日[注 1]）[8]

### 第2シリーズ
- フジテレビ（制作局）：土曜 1:45 - 2:15（金曜深夜、2000年4月15日 - 9月30日[注 2]）[9]
- 北海道文化放送：水曜 1:20 - 1:50（火曜深夜、2000年4月26日 - 10月11日[注 3]）[10]